# Haifisch
Singles de Rammstein
Ich tu dir weh (single) Mein Land
Pistes de Liebe ist für alle da
Waidmanns Heil B********
Haifisch est le troisième single tiré de l'album Liebe ist für alle da du groupe allemand Rammstein. Il est accompagné d'un clip sorti sur MySpace le 23 avril 2010.

## Le clip
Le clip, réalisé par Jörn Heitmann retrace les funérailles du chanteur du groupe, Till Lindemann. Les cinq membres sont présents ainsi que plusieurs personnes parmi lesquelles une femme semblant être la veuve qui se dispute avec une autre jeune femme enceinte et pleurant le chanteur, probablement une maîtresse. D'autres références sont glissées dans le clip, avec notamment une apparition d'un personnage ressemblant fortement à Marilyn Manson. Les membres du groupe font des essais visant à remplacer leur compagnon - en glissant des visages sous une photographie du groupe où le visage de Till Lindemann est découpé -, par exemple par James Hetfield du groupe Metallica.
Outre la scène de l'enterrement, le clip fait appel à des flashbacks successifs vus par les membres restants, Paul exclu, qui se voient en train de tuer le chanteur dans des clips alternatifs :
- Sur la Lune dans Amerika, Ollie détache la combinaison de Till qui meurt asphyxié.
- Dans une scène du clip de Keine Lust faisant référence au film Seven, Till meurt par la faute de Flake qui le force à ingérer une trop grande quantité de pâtes.
- Le clip Du hast se termine par la mort de Till, brûlé vif par Schneider.
- Dans Ohne dich, Richard coupe la corde qui soutient Till.

À la fin du clip, les membres se battent à la suite d'une altercation entre Richard et Paul (qui perd deux dents au passage). Dans la bousculade, Flake tombe dans le trou où Till reposait, cassant le couvercle du cercueil qui s'avère être vide.
La scène finale dévoile un Till bien vivant, en bonne compagnie sur une île paradisiaque écrivant une carte postale à ses « amis ». Cette carte est une photo de Till posant à côté d'un requin (Haifisch en allemand) fraîchement pêché.

## Performances scéniques
- Lors de la tournée LIFAD et MIG (Made in Germany), le moment calme est prolongé et c'est souvent Christian Lorenz le claviériste qui s'embarque à bord d'un bateau gonflable, slammer sur la fosse. C'est une pratique qui n'est pas nouvelle, puisque le bateau a déjà été de sortie pour la chanson Seemann lors du Sehnsucht Tour en 1998 et pour Stripped (reprise de Depeche Mode) lors du Reise Reise Tour en 2004-2005. Il arrive que ce soit aussi le bassiste Oliver Riedel (sur le DVD Völkerball) ou le guitariste Richard Zven Kruspe. Le chanteur, Till Lindemann ne s'y est risqué qu'une fois.

## Dates de sortie
- 28 mai 2010 : Allemagne, Suisse et Autriche
- 1er juin 2010 : États-Unis
- 31 mai 2010 dans tous les autres pays.

## Éditions disponibles
Édition normale
- 1. Haifisch (Single Edit)
- 2. Haifisch (Haiswing Remix By Olsen Involtini)
- 3. Haifisch (Hurts Remix)
- 4. Haifisch (Schwefelgelb Remix)

Édition Vinyle 7"
Édition Vinyle 12"